# 오노노 이모코
오노노 이모코(小野 妹子, おの の いもこ, ? ~ ?)는 아스카 시대 6세기 말에서 7세기 초에 활동한 일본의 정치인이자 외교관이다.
오노는 607년 스이코 천황에 의해 수나라의 통신사로서 지명되었다.
603년 쇼토쿠 태자가 제창한 칭찬받을만한 관위십이계 하에서 승진한 고위관리의 한 예로서 종종 언급된다.
오노노 이모코가(家)는 언어학과 학술로 명성이 있었으며 자손으로는 아름다운 여성 시인 오노노 고마치, 시인이자 학자 오노노 다카무라, 서예가 오노노 미치카제가 있다.

## 참고 자료
- Nussbaum, Louis Frédéric and Käthe Roth. (2005). Japan Encyclopedia. Cambridge: Harvard University Press. ISBN 978-0-674-01753-5; OCLC 48943301